# Зелёное (Мельнице-Подольская поселковая община)

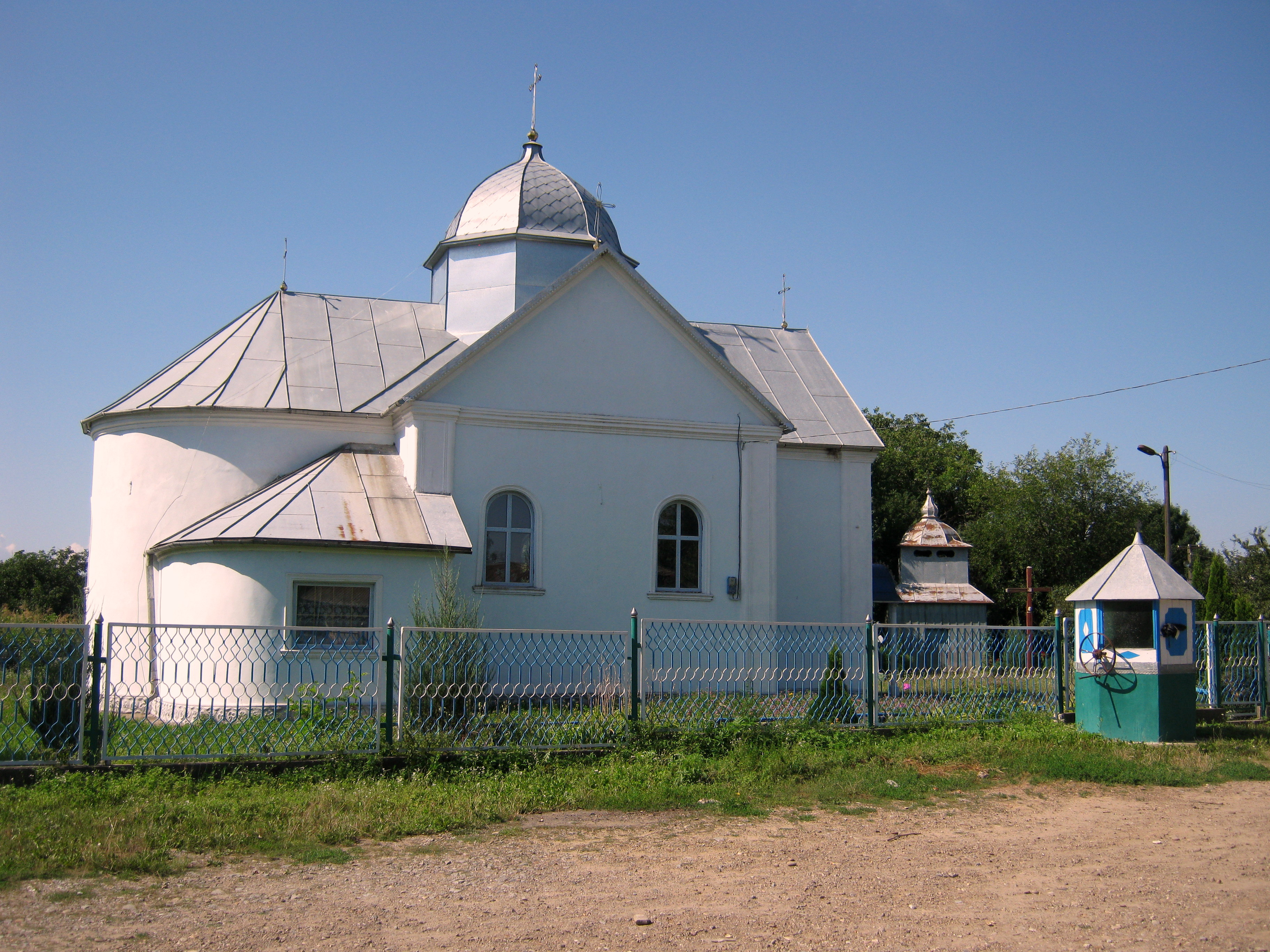
Церковь святого Вознесения

Зелёное (укр. Зелене) — село в Мельнице-Подольской поселковой общине Чортковского района Тернопольской области Украины.
До 2020 года входило в Борщёвский район.
Код КОАТУУ — 6120855402. Население по переписи 2001 года составляло 408 человек.

## Географическое положение
Село Зелёное находится в 3-х км от левого берега реки Днестр,
в 3-х км от посёлка Мельница-Подольская и села Ольховец.
По селу протекает пересыхающий ручей с запрудой.

## Объекты социальной сферы
- Школа I ст.